# 2020 في كوبا
الأحداث في عام 2020 في كوبا.

## الحكم
- السكرتير الأول للحزب الشيوعي الكوبي: راؤول كاسترو
  - السكرتير الثاني: خوسيه رامون ماتشادو فينتورا
- رئيس مجلس الدولة: ميغيل دياز كانيل
  - النائب الأول للرئيس: سالبادور فالديز ميسا

## الأحداث
- 11 آذار - تم تأكيد الحالات الثلاث الأولى من مرض فيروس كورونا في كوبا, وجميعهم من السياح الإيطاليين.[1]
- 16 آذار - مُنحت السفينة السياحية إم إس <i id="mwIA">برايمار</i> MS Braemar, وعلى متنها أكثر من 1,000 راكب وطاقم, الإذن بالرسو في كوبا بعد أن رفضتها جزر البهاما . ثبتت إصابة خمسة ركاب على الأقل بفيروس كورونا (كوفيد-19). تمكن المواطنون البريطانيون من ركوب رحلاتهم إلى الوطن بعد أن توصلت الحكومتان إلى اتفاق بشأن إعادتهم إلى الوطن.[2]
- 30 تموز - الحكومة تعلن عن إصلاحات اقتصادية تمنح المزيد من الحرية للشركات الخاصة.[3]
- 1 أيلول
  - جائحة كوفيد -19: تفرض كوبا حظر تجول وتدابير صارمة أخرى للتعامل مع انتشار الفيروس.[4]
  - أمر الرئيس الأمريكي دونالد ترامب فنادق ومنتجعات ماريوت بإغلاق عملياتها في كوبا.[5]
- 14 أيلول - وباء كوفيد-19: بإضافة 12 من العاملين الصحيين في توغو, أرسلت كوبا 4,000 عامل صحي إلى 40 دولة خلال الوباء. اشتكت هيومن رايتس ووتش وحكومة الولايات المتحدة لأن العمال المعنيين لم يتلقوا سوى جزء صغير من الأموال التي دفعتها البلدان المضيفة؛ تعتبر كوبا هذا نوعًا من الضرائب لتمويل رعايتها الصحية الشاملة. أبلغت كوبا عن 4,684 حالة إصابة و 108 حالة وفاة مرتبطة بالفيروس.[6]
- تشرين الثاني - إعصار إيتا
- 10 كانون الأول - الرئيس ميغيل دياز كانيل يقول إن كوبا ستلغي سعر الصرف المزدوج في يناير ولديها سعر صرف ثابت يبلغ 24 بيزو / دولار أمريكي. هذا هو أول تخفيض لقيمة العملة منذ عام 1959.[7]

## الوفيات
- 25 آب - بيدرو دي أورا, رسام (مواليد 1931).[8]
- 2 أيلول - باكو براتس, 76 عامًا, منتج رسوم متحركة.[9]
- 26 أيلول - خوسيه أنطونيو أربسي, 80 عامًا, دبلوماسي؛ سرطان.[10]
- 16 تشرين الأول - توماس هيريرا مارتينيز, 69 عامًا, لاعب كرة سلة, حائز على الميدالية البرونزية الأولمبية (1972).[11]
- 1 تشرين الثاني خوليو بيكير, 88 عامًا, لاعب بيسبول (أعضاء مجلس الشيوخ بواشنطن, لوس أنجلوس آنجلز، مينيسوتا توينس).[12]
- 3 تشرين الثاني - تيمي شاب, 52, مبارز أولمبي كوبي إسباني ( 1996 ).[13]
- 7 تشرين الثاني - كانديدو كاميرو, 99 عامًا, عازف جاز.[14]
- 16 تشرين الثاني - دايرون بلانكو, 28, لاعب كرة قدم (لاس توناس, المنتخب الوطني)؛ اصطدام مروري.[15]
- 18 تشرين الثاني - Broselianda Hernández [الإنجليزية], 56, ممثلة (رفيق)؛ غرق.[16]
- 24 تشرين الثاني - خوليو سيزار غانداريلا بيرميخو, 77 عامًا, نائب الأميرال, وزير الداخلية (منذ 2017).[17]